# Hato Yasuhiro
Hato Yasuhiro (波戸 康広 sinh ngày 4 tháng 5, 1976) là một cựu cầu thủ bóng đá Nhật Bản. Anh từng thi đấu cho đội tuyển bóng đá quốc gia Nhật Bản.

## Sự nghiệp câu lạc bộ
Hato sinh ở Minamiawaji. Sau khi tốt nghiệp trung học, anh gia nhập Yokohama Flügels năm 1995. Anh chủ yếu đá ở vị trí tiền vệ phải. Vào năm 1998, câu lạc bộ vô địch Cúp Hoàng đế 1998. Sau khi câu lạc bộ giải thể cuối mùa 1998 do áp lực tài chính, anh chuyển tới Yokohama F. Marinos và chơi ở vị trí hậu vệ phải hoặc trung vệ. Đội bóng vô địch J.League Cup 2001 và J.League Division 1 2003. Anh chuyển tới Kashiwa Reysol vào năm 2004. Tuy nhiện đội phải xuống chơi ở J2 League vào năm 2005 nên anh chuyển sang Omiya Ardija năm 2006. Anh trở lại Yokohama F. Marinos năm 2010. Anh giải nghệ cuối mùa 2011.

## Thống kê sự nghiệp
| Đội tuyển bóng đá Nhật Bản | Đội tuyển bóng đá Nhật Bản | Đội tuyển bóng đá Nhật Bản |
| Năm                        | Trận                       | Bàn                        |
| -------------------------- | -------------------------- | -------------------------- |
| 2001                       | 10                         | 0                          |
| 2002                       | 5                          | 0                          |
| Tổng cộng                  | 15                         | 0                          |